# Gyrophaena gracilis
Gyrophaena gracilis  (лат.) — вид жуков-стафилинид рода Gyrophaena из трибы Homalotini (подсемейство Aleocharinae). Северная Америка.

## Распространение
Неарктика: Канада, США.

## Описание
Мелкие коротконадкрылые жуки. Длина тела от 1,3 до 1,5 мм. Пронотум в 1,2 раза шире своей длины. Окраска темно-коричневая, пронотум светлее. Обнаружены в мае, июне и августе в лиственных лесах и на болотах. По признаку вытянутой заглазничной части головы отнесены к подроду Phaenogyra (мезостернальный выступ длиннее метастернального выступа). Личинки и взрослые жуки питаются грибами (облигатные микофаги), в которых живут, питаются и размножаются, откладывают яйца. Поедают споры, базидии и гифы грибницы. Голова широкая, сильно поперечная. Глаза относительно крупные, выступающие (за глазами голова суженная). Язычок длинный и узкий. Губные щупики 2-члениковые. Переднеспинка уже надкрылий. Задние лапки 5-члениковые, а лапки передних и средних состоят из 4 сегментов (формула лапок: 4-5-5).